# 四国高速運輸
四国高速運輸株式会社（しこくこうそくうんゆ）は、徳島県徳島市に本社を置く運輸業である。
歴史上、1991年を境に同じ社名でも別法人となっている。

## 概要

### 第1期（1952年～1991年）
淡路島への旅客船を運航していた共同汽船の子会社として1952年8月28日に丹生谷運送株式会社として設立し1966年4月3日に（初代）四国高速運輸株式会社に商号変更。1980年代にはヤマト運輸（現・ヤマトホールディングス）が展開する宅急便の四国におけるフランチャイズを引き受けた（ヤマト運輸とは資本・人材面では全く無関係だった）。
しかし、1989年に親会社の共同汽船が連続事故を起こしたことから経営が悪化し、またクール宅急便など提供できないサービスもあったため、1990年にヤマト運輸が資本参加、翌1991年に完全子会社化して四国ヤマト運輸株式会社に商号変更し、営業部門は1996年に香川県綾歌郡宇多津町に移転し、残りの本社機能も1998年に高松市に移転した。
2003年4月1日にヤマト運輸に吸収合併されて消滅した。旧四国ヤマト運輸本社は現在ではヤマトホームコンビニエンスの事業所となっている。
ただし、｢四国ヤマト運輸」の名前が完全に消滅するのはそれから16年も後であった。それは四国ヤマト運輸労働組合が会社の合併後も2019年6月までヤマト運輸労働組合に統合されなかったためである。

### 第2期（1991年～）
1991年6月21日に四国物流株式会社を四国高速運輸株式会社に商号変更し、旧四国高速運輸の宅急便以外の事業（特別積合せなど）を承継。
最近まで「宅急便」のロゴを消した跡が残っている車両が見られた。
2006年12月に資本金を299,990,000円から1億円に大幅減資している。